# Ernst Kornemann

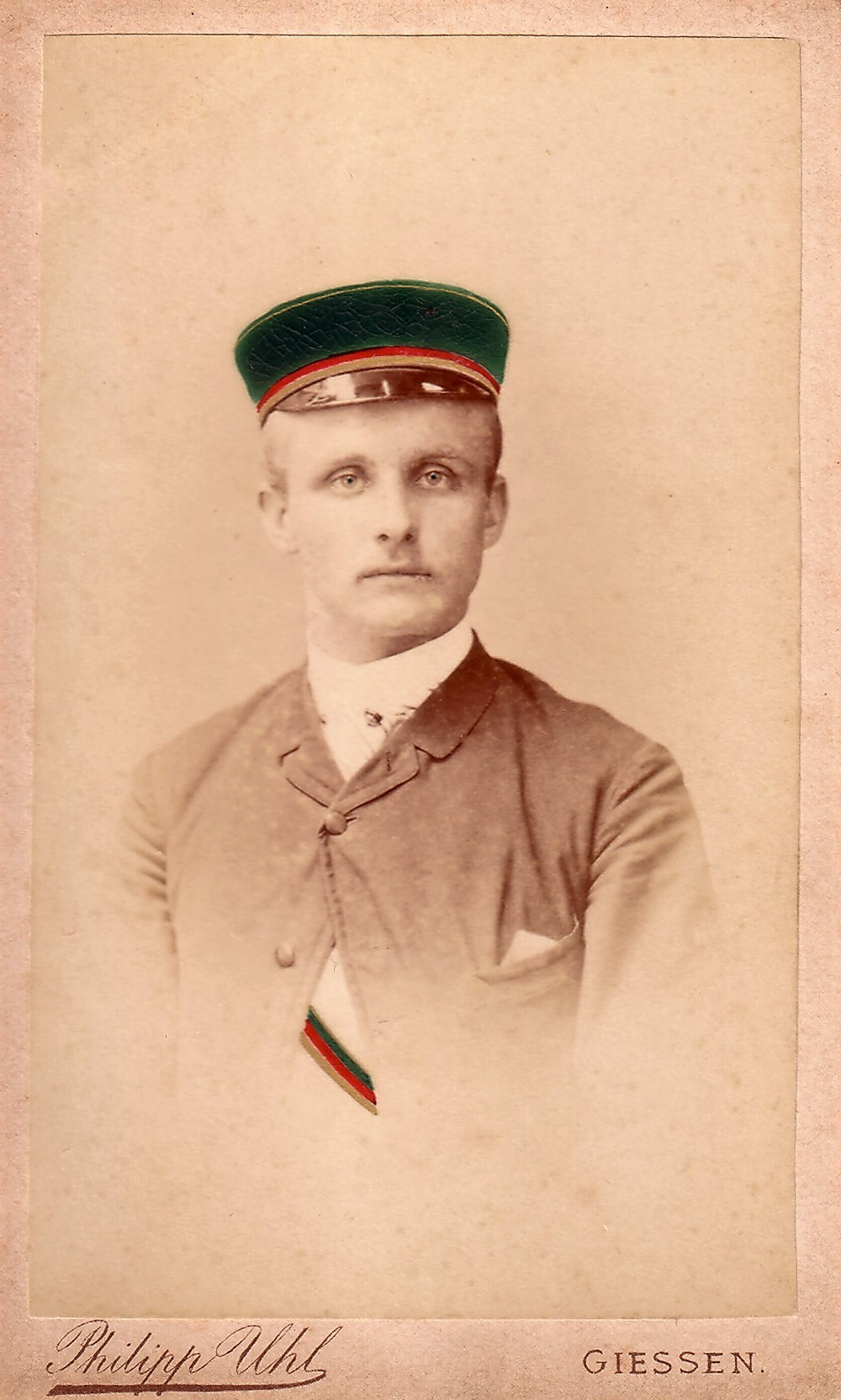
Ernst Kornemann (1889)

Ernst Kornemann (* 11. Oktober 1868 in Rosenthal (Hessen); † 4. Dezember 1946 in München) war ein deutscher Althistoriker.

## Leben
Der Sohn des Gutsbesitzers Karl Friedrich Kornemann aus Rosenthal (Hessen) studierte nach dem Abitur am Großherzoglichen Gymnasium Gießen (heute Landgraf-Ludwigs-Gymnasium) ab dem Wintersemester 1887/1888 an der Ludwigs-Universität Gießen Geschichtswissenschaft, Klassische Philologie und Geographie. Im Dreikaiserjahr wurde er Mitglied des Corps Teutonia Gießen. Als Inaktiver wechselte er 1889 an die Friedrich-Wilhelms-Universität zu Berlin, wo unter anderem Theodor Mommsen, Otto Hirschfeld, Hermann Diels und Johannes Vahlen zu seinen Lehrern zählten. Vor allem der bereits emeritierte Mommsen, dessen Privatissimum Kornemann besuchen durfte, beeindruckte ihn tief. 1891 wurde er bei Hirschfeld mit einer Studie über die römischen Bürger in den Provinzen (De civibus Romanis in provinciis imperii consistentibus) zum Dr. phil. promoviert.
Nach Ableistung des einjährigen freiwilligen Militärdienstes legte Kornemann 1892 die Staatsprüfung für das Lehramt an höheren Schulen ab und arbeitete nach dem obligatorischen Probejahr als Hilfslehrer (1893 Lehramtsakzessist, 1895/1896 Lehramtsassessor) am Großherzoglichen Gymnasium Gießen. Neben seiner Lehrtätigkeit am Gießener Gymnasium verfasste er eine quellenkritische Arbeit (Die historische Schriftstellerei des C. Asinius Pollio). Nach einer durch den Direktor des Gießener Gymnasiums Hermann Schiller ermöglichten zweijährigen Beurlaubung zur Fortsetzung seiner Studien durch Forschungsreisen habilitierte sich Kornemann 1898 an der Universität Gießen mit der Abhandlung „Zur Stadtentstehung in den ehemals keltischen und germanischen Gebieten des Römerreiches. Ein Beitrag zum römischen Städtewesen“. Begutachtet wurde die von Otto Hirschfeld angeregte Abhandlung vom Neuzeithistoriker Wilhelm Oncken, da in Gießen erst im Jahr 1904 eine althistorische Professur eingerichtet wurde. In den Folgejahren lehrte er an der Ludwigs-Universität Gießen als Privatdozent und legte den Grundstein für die Gießener Papyrussammlung als Lehr- und Forschungsinstrument. Von 1900 bis 1902 als Oberlehrer am Großherzoglichen Gymnasium Gießen tätig, erfolgte am 15. März 1902 seine Ernennung zum nichtbeamteten ao. Professor.
Am 1. April 1902 wurde Kornemann zum planmäßigen (beamteten) außerordentlichen Professor für Alte Geschichte an die Eberhard-Karls-Universität Tübingen ernannt, an der er insgesamt sechzehn Jahre forschte und lehrte. Am 1. April 1907 zum ordentlichen Professor ernannt, fungierte er 1910/1911 als Dekan der Philosophischen Fakultät der Universität Tübingen. 1918 folgte Kornemann einem Ruf als Nachfolger Walter Ottos auf den Lehrstuhl für Alte Geschichte an der Schlesischen Friedrich-Wilhelms-Universität Breslau. 1920/21 fungierte er als Dekan der Philosophischen Fakultät. 1924 trat er aus seinem Corps aus und bekleidete 1926/1927 das Rektorat der Universität Breslau. In Breslau wurde er 1936 emeritiert. Im Ruhestand siedelte er nach München über. Als nach dem Ende des Zweiten Weltkrieges der bisherige Lehrstuhlinhaber Helmut Berve entlassen wurde, übernahm Kornemann die Lehrstuhlvertretung und hielt im Sommersemester 1946 eine Vorlesung, die den Titel „Weltgeschichte des Mittelmeerraumes“ trug. Am 4. Dezember 1946 starb er in München mit 78 Jahren.
Als Herausgeber der Zeitschrift Klio. Beiträge zur Alten Geschichte neben Carl Friedrich Lehmann-Haupt in den Jahren 1903 bis 1927 trug er maßgeblich zum Ruf dieser Zeitschrift als hervorragendes Fachorgan der Altertumswissenschaft bei. Die Teilnahme als Delegierter des Verbandes der Historiker Deutschlands an den Internationalen Historikerkongressen in Oslo 1928 bzw. in Warschau 1932, als auch der Festvortrag im Rahmen der Feierlichkeiten des Istituto di Studi Romani zum 2000. Geburtstag des Augustus weisen Kornemann als exponierten Vertreter der deutschen Altertumswissenschaft aus.

## Leistungen
Für Kornemann stand während seiner aktiven Laufbahn als Hochschullehrer stets die Lehre vor der Forschung an erster Stelle. Dennoch verfasste er einige historische Monographien, vor allem über Bereiche der römischen Geschichte. Für Alfred Gerckes und Eduard Nordens Einleitung in die Altertumswissenschaft steuerte er den Teil Die römische Kaiserzeit bei. Eine zentrale Stelle in seinen Forschungen nahmen die eng an Mommsen angelehnten Arbeiten zum römischen Munizipalwesen ein. So verfasste er unter anderem die umfangreichen Artikel zu den Lemmata colonia und municipium sowie Mutterrecht in Paulys Realencyclopädie der classischen Altertumswissenschaft. Daneben beschäftigte sich Kornemann mit der altitalischen Verfassungsgeschichte sowie der Spätantike und betrieb Forschungen zum antiken Herrscherkult. Seine Untersuchungen zum Monumentum Ancyranum hingegen, die eine Schichtung des Textes postulieren, finden bis heute wenig Unterstützer.
Daneben widmete er den Großen Frauen des Altertums eine monographische Betrachtung, die aber aufgrund ihrer Neigung zu Plattitüden und der oft unkritischen Übernahme antiker Quellenaussagen von eher geringem wissenschaftlichen Wert ist. Einem breiten Publikum wurde Kornemann jedoch vor allem durch seine zweibändige Römische Geschichte bekannt, die zwischen 1938 und 1977 beim Stuttgarter Kröner-Verlag in sieben Auflagen erschien und vor allem bei Studierenden lange beliebt war. Dem Vorbild Theodor Mommsens folgend, enthält die Darstellung plastische, aktualisierende Werturteile über die handelnden Personen. Bewundernd stand Kornemann, wie Mommsen, dabei insbesondere der Figur Gaius Iulius Caesars gegenüber; aber auch Augustus pries er als genialen Staatsmann. Kornemanns Darstellung war lange Zeit die wohl populärste deutschsprachige Darstellung der römischen Geschichte; in ihrer Beurteilung der Vergangenheit ist sie aber dem damaligen Zeitgeist eng verbunden und daher von völkisch-nationalistischem Gedankengut nicht frei. So waren für Kornemann die antiken Germanen die direkten Vorfahren der Deutschen; entsprechend positiv wurden sie gezeichnet. In anderer Hinsicht allerdings war Kornemann seiner Zeit voraus, etwa indem er dem Jahr 476 (ebenso wie die heutige Forschung) nur geringe Bedeutung beimaß und das Ende der Antike vielmehr im 7. Jahrhundert ansetzte.
Viele seiner quellenhistorischen Untersuchungen veröffentlichte er auch in der von ihm selbst mitbegründeten und herausgegebenen Zeitschrift Klio, die bis heute zu den bedeutendsten althistorischen Fachorganen zählt.

## Ehrungen
Kornemann wurden zahlreiche Ehrungen im In- und Ausland zuteil: Mitglied des Oberhessischen Geschichtsvereins (bis 1902 Schriftführer); 1917 Mitglied der Württembergischen Gesellschaft zur Förderung der Wissenschaften in Tübingen; 1918 Geheimer Regierungsrat; 1918 Mitglied der Schlesischen Gesellschaft für vaterländische Kultur; 1922 Mitglied der Schlesischen Gesellschaft für Volkskunde; 1926 Dr. h. c. der Juristischen Fakultät der Universität Breslau; 1930 Ehrenmitglied der Ungarischen Akademie der Wissenschaften (Magyar Tudományos Akadémia); 1933 auswärtiges Mitglied des Istituto Nazionale di Studi Etruschi ed Italici in Florenz; 1933 ordentliches Mitglied des Deutschen Archäologischen Instituts; 1934 Dr. phil. h.c. Universität Budapest; 1942 ordentliches Mitglied der Bayerischen Akademie der Wissenschaften.

## Schriften (Auswahl)
- De civibus Romanis in provinciis imperii consistentibus (= Berliner Studien für classische Philologie und Archäologie, Bd. 14, Heft 1). Berlin 1892 (Dissertation), Internet Archive (Neudruck Nendeln 1975).
- Die historische Schriftstellerei des C. Asinius Pollio. Zugleich ein Beitrag zur Quellenforschung über Appian und Plutarch, in: Jahrbücher für classische Philologie, Suppl.-Bd. 22, Teubner, Leipzig 1896, S. 555–691.
- Zur Stadtentstehung in den ehemals keltischen und germanischen Gebieten des Römerreichs. Ein Beitrag zum römischen Städtewesen. Münchow’sche Hof- und Universitäts-druckerei, Gießen 1898 (Habilitationsschrift), Internet Archive.
- Die Diözesen der Provinz Hispania citerior. In: Klio. Beiträge zur Alten Geschichte 3, 1903, Heft 2. Sonderdruck, Internet Archive.
- Zur Geschichte der Gracchenzeit. Quellenkritische Untersuchungen. Dieterich, Leipzig 1903.
- Die neue Livius-Epitome aus Oxyrhynchus. Text und Untersuchungen (= Klio. Beiträge zur alten Geschichte. Beiheft 2, ISSN 0075-6334). Dieterich, Leipzig 1904 (Neudruck: Scientia, Aalen 1963), Internet Archive.
- Kaiser Hadrian und der letzte grosse Historiker von Rom. Eine quellenkritische Vorarbeit. Dieterich, Leipzig 1905, Internet Archive.
- Zum Streit über die Entstehung des Monumentum Ancyranum. In: Klio. Beiträge zur Alten Geschichte 5, 1905, Heft 3. Sonderdruck, Internet Archive.
- Der Priestercodex in der Regia und die Entstehung der altrömischen Pseudogeschichte (Universität Tübingen, Doktoren-Verzeichnis der Philosophischen Fakultät 1910). J. C. B. Mohr, Tübingen 1912.
- Unser Hindenburg. Ansprache, gehalten zur Feier des 70. Geburtstages des Generalfeldmarschalls am 2. Oktober 1917 im Museum zu Tübingen. Tübinger Chronik, Tübingen 1917.
- Aufsätze und Vorträge. Dieterich, Leipzig 1919.
- Mausoleum und Tatenbericht des Augustus. B. G. Teubner, Leipzig 1921, Internet Archive.
- Das Problem des Untergangs der antiken Welt. In: Vergangenheit und Gegenwart 12 (1922), S. 241–254, Internet Archive.
- mit Julius Beloch: Römische Geschichte (= Einleitung in die Altertumswissenschaft. Bd. 3, Heft 2). B. G. Teubner, Leipzig 1923.
- Vom antiken Staat. Rede, gehalten beim Antritt des Rektorats am 15. Oktober 1926 (= Breslauer Universitätsreden. Heft 1, ZDB-ID 846887-4). Ferdinand Hirt, Breslau 1926 (erneut in Ders. Staaten, Völker, Männer, S. 1–29).
- Die Stellung der Frau in der vorgriechischen Mittelmeerkultur. Erweiterte Fassung eines auf dem Deutschen Orientalistentag in München am 3. Oktober 1924 gehaltenen Vortrags (= Orient und Antike. Bd. 4, ZDB-ID 536323-8). C. Winter, Heidelberg 1927 (Neudruck Nendeln 1975).
- Alfred Hillebrandt und die Universität Breslau. Worte gesprochen bei der Totenfeier in der Aula Leopoldina am 5. November 1927. Korn, Breslau 1928.
- Begrüßungsworte gelegentlich der Eröffnung der Ungarischen Gelehrtenwoche in Breslau am 30. Juni 1929. Breslauer Genossenschafts-Buchdruckerei, Breslau 1929.
- Staat und Wirtschaft. Vortrag, gehalten in der Industrie- und Handelskammer zu Breslau am 14. Februar 1929 (= Schriften der Industrie- und Handelskammer Breslau. Bd. 13, ZDB-ID 638066-9). M. & H. Marcus, Breslau 1929 (überarbeitet in Ders. Gestalten und Reiche, S. 112–133).
- Neue Dokumente zum lakonischen Kaiserkult (= Abhandlungen der Schlesischen Gesellschaft für vaterländische Cultur. Heft 1, ZDB-ID 501662-9). M. & H. Marcus, Breslau 1929.
- Die Deutsch-ungarische Gelehrtenwoche in Budapest am 1.–7. Oktober 1929. Ein Rückblick. Breslauer Genossenschafts-Buchdruckerei, Breslau 1930.
- Doppelprinzipat und Reichsteilung im Imperium Romanum. B. G. Teubner, Leipzig 1930 (Nachdruck. Bouma's Boekhuis, Groningen 1968).
- Staaten, Völker, Männer. Aus der Geschichte des Altertums (= Das Erbe der Alten. Reihe 2, Bd. 24, ZDB-ID 527990-2). Dieterich, Leipzig 1934.
- Die unsichtbaren Grenzen des Römischen Kaiserreiches (= Veröffentlichungen des Ungarischen Nationalen Ausschusses für internationale geistige Zusammenarbeit. Bd. 2, ZDB-ID 2676350-3). Ungarische Akademie der Wissenschaften, Budapest 1934.
- Die Alexandergeschichte des Königs Ptolemaios I. von Ägypten. Versuch einer Rekonstruktion, B. G. Teubner, Leipzig 1935 (Nachdruck. Bouma's Boekhuis, Groningen 1969).
- Augustus. Der Mann und sein Werk. (Im Lichte der deutschen Forschung). Vortrag zur Feier der 2000. Wiederkehr seines Geburtstages, gehalten im Instituto di Studi Romani am 19. April 1937 (= Breslauer Historische Forschungen. Bd. 4, ZDB-ID 538197-6). Priebatsch's Buchhandlung, Breslau 1937 (Neudruck. Scientia, Aalen 1982, ISBN 3-511-07004-X; ital.: Gli studi germanici sulla figura e l’opera di Augusto e sulla fondazione dell’Impero Romano, Roma 1938).
- Zum Augustusjahr, in: Klio. Beiträge zur Alten Geschichte 31, 1938, S. 81–91.
- Zum deutschen Augustusjahr, in: Forschungen und Fortschritte 14, 1938, Heft 33, S. 377–379.
- Römische Geschichte. 2 Bände. Kröner, Stuttgart 1938–1939 (zahlreiche Ausgaben);
  - Band 1: Die Zeit der Republik (= Kröners Taschenausgabe. Bd. 132, ZDB-ID 986558-5);
  - Band 2: Die Kaiserzeit (= Kröners Taschenausgabe. Bd. 133).
- Das Imperium Romanum. Sein Aufstieg und Niedergang. Vortrag, gehalten am 24. Oktober 1940 in der Aula Leopoldina zu Breslau (= Vorträge der Friedrich-Wilhelms-Universität zu Breslau im Kriegswinter 1940/41. ZDB-ID 1225157-4). Korn, Breslau 1941.
- Große Frauen des Altertums. Im Rahmen zweitausendjährigen Weltgeschehens (= Sammlung Dieterich. Bd. 86, ZDB-ID 987299-1). Dieterich, Leipzig 1942, Wiesbaden 19473, 19524, Bremen 19585 (Sonderausgabe. Schibli-Doppler, Birsfelden 1980); frz.: Femmes illustres de l’Antiquité, Paris 1958 Internet Archive (Ausgabe von 1958).
- Gestalten und Reiche. Essays zur alten Geschichte (= Sammlung Dieterich. Bd. 107). Dieterich, Leipzig 1943, Wiesbaden 19522, Bremen 19623 (Sonderausgabe. Schibli-Doppler, Birsfelden 1980).
- Tacitus. Eine Würdigung im Lichte der griechischen und lateinischen Geschichtsschreibung. Dieterich, Wiesbaden 1946, 19472.
- Das Prinzipat des Tiberius und der „Genius Senatus“ (= Bayerischen Akademie der Wissenschaften. Philosophisch-Historische Klasse. Sitzungsberichte. Jg. 1947, Heft 1, ISSN 0342-5991). Verlag der Bayerischen Akademie der Wissenschaften, München 1947.
- Weltgeschichte des Mittelmeerraumes. Von Philipp II. von Makedonien bis Muhammed. 2 Bände. Herausgegeben von Hermann Bengtson. Biederstein, München 1948–1949 (ungekürzte Sonderausgabe C. H. Beck, München 1967; Teilabdruck: Geschichte der Spätantike (= Beck'sche schwarze Reihe. Bd. 175). C. H. Beck, München 1978, ISBN 3-406-06775-1);
  - Band 1: Bis zur Schlacht bei Actium (31 v. Chr.). 1948;
  - Band 2: Von Augustus bis zum Sieg der Araber. 1949.
- Tiberius. Herausgegeben von Hermann Bengtson. Kohlhammer, Stuttgart 1960 (Neudruck Frankfurt 1980; frz.: Tibère, Paris 1962), Internet Archive.
- Ein nahezu vollständiges Verzeichnis der wissenschaftlichen Veröffentlichungen befindet sich im Artikel von Bernhard Laxy: Ernst Kornemann, in: Biographisch-Bibliographisches Kirchenlexikon (BBKL). Band 34, Bautz, Nordhausen 2013, ISBN 978-3-88309-766-4, Sp. 701–735.